# 東浦町立北部中学校
東浦町立北部中学校（ひがしうらちょうりつ ほくぶちゅうがっこう）は、愛知県知多郡東浦町にある公立中学校。
2023年（令和5年）4月4日時点の学級数は16学級、生徒数は469人。東浦町北端部の丘陵地に建設された。JR武豊線緒川駅より徒歩約15分。田中・西野設計事務所による校舎はオープンスペースの存在などに特徴があり、1978年（昭和53年）には第19回BCS賞を受賞している。

## 沿革
- 1976年（昭和51年）4月1日 - 東浦町立東浦中学校より分離独立し、東浦町立北部中学校が開校[2]。
- 1976年（昭和51年）9月 - 新校舎が竣工して新校舎に移転[2]。
- 1980年（昭和55年）8月 - プール竣工[2]。
- 1985年（昭和60年）11月 - 創立10周年記念式典[2]。
- 1987年（昭和62年）4月 - 東浦町立西部中学校が分離独立[2]。
- 1996年（平成8年）2月 - 創立20周年記念式典[2]。
- 2006年（平成18年）2月 - 30周年記念式典・演奏会[2]。
- 2015年（平成27年）6月 - 創立40周年記念航空写真撮影[2]。
- 2019年（令和元年）7月 - 普通教室エアコン設置[2]。
- 2021年（令和3年）1月 - 生徒1人1台タブレット端末の導入・運用[2]。

## 部活動
- 運動部
  - 野球部
  - サッカー部
  - 陸上競技部
  - 卓球部
  - ソフトテニス部
  - 女子バスケットボール部
  - 男子バレーボール部
  - 剣道部
  - 柔道部

- 文化部
  - 吹奏楽部
  - 美術部

## 建築
知多郡東浦町では、田中・西野設計事務所によるオープンスペースを活用した東浦町立石浜西保育園が評判を呼び、東浦町立緒川保育園でも田中・西野設計事務所による類似の意図による設計が行われた。東浦町北部中学校も田中・西野設計事務所が設計を行い、学年単位でのラーニングセンターの配置、特別教室のオープン化などを試みた。1978年（昭和53年）には優秀な建築作品として第19回BCS賞を受賞している。
施工は清水建設。鉄筋コンクリート造、2階建て。敷地面積は34,863m2であり、延床面積は11,503m2。広い中庭の周囲に建物が配置されており、体育館と食堂を含む8つのブロックに分けられる。

## 周辺
- 東浦町立緒川小学校
- 東浦町立緒川保育園

## 著名な出身者
- 國武大晃：スノーボーダー、2018年平昌オリンピック日本代表[4]
- 日髙輝夫：第7代東浦町長[5]